# Пламен Юруков
Пламен Любенов Юруков е български бизнесмен и политик, председател на Съюза на демократичните сили (СДС) от 15 юли 2007 г. до края на 2008 г.

## Биография
Завършва 9-а френска езикова гимназия „Алфонс дьо Ламартин“, след което учи в Софийския университет „Св. Климент Охридски“. Дипломира се със специалност магистър по „Философия“ през 1990 г. Издава сп. „Философски форум“ от 1998 г.
През 2011 година получава след две години обучение и MBA in Global management в град Финикс, САЩ от Thunderbird School of Global management, което в момента е част от Държавния университет на щата Аризона.
Основава (1994) компанията „Балкам“ АД с основна дейност е международна търговия и внос на сурово кафе и ядки. Основава (1997) компанията „Спетема кафе“, специализирана в производството на кафе, открива и фабрика за кафе през 2004 г.
Назначен е за почетен консул на Република Казахстан в България със седалище в София през 2000 г.
Активен айкидист, той е притежател на черен колан с майсторска степен 6 дан (от 2021 г.) и президент на Българската Айкидо Федерация от 2000 г.
Владее френски, английски и руски език. Съпругата му Соня е работила в обреден дом, имат 2 деца – Анина и Венилина.

## Политическа кариера
Става член на Съюза на демократичните сили през 2003 г. Взема участие в работните групи, изработващи новата програма и платформа на СДС, в частта за политическата философия на партията.
През 2007 г. е избран за председател на СДС. През ноември 2008 г. Пламен Юруков организира първите преки избори за председател на СДС и отказва да се кандидатира за този пост отново, като остава партиен лидер до началото на 2009 г.